# 宁洱镇
宁洱镇，是中华人民共和国云南省普洱市宁洱哈尼族彝族自治县下辖的一个乡镇级行政单位。

## 行政区划
宁洱镇下辖以下地区：
凤阳社区、西城社区、东城社区、新塘村、太达村、新平村、化良村、细石头村、曼连村、裕和村、新民村、温泉村、金鸡村、民主村、民安村、硝井村、谦岗村、西萨村、宽宏村、昆汤村、民政村、般海村和政合村。

## 中国传统村落
2013年8月，困鹿山被评为第二批中国传统村落。